# Albaret-le-Comtal
Albaret-le-Comtal este o comună în departamentul Lozère din sudul Franței. În 2009 avea o populație de 201 de locuitori.

## Evoluția populației
| An        | 1975 | 1982 | 1990 | 1999 | 2006 | 2009 |
| --------- | ---- | ---- | ---- | ---- | ---- | ---- |
| Populație | 273  | 248  | 227  | 198  | 195  | 201  |